# Диаболизъм
Диаболизмът (от лат. diabolos – „дявол“) е течение в изкуството, при което се акцентира на свръхестествените образи и явления, най-често свързани с неясни, загадъчни, тъмни сили. Диаболизмът е свързан още със символизма, декадентството, мистиката, ужасите и други течения в изкуството. Като модернистично литературно направление акцентира върху интерпретациите на ирационалното, фантастичното, призрачното и гротескното. Нерядко диаболизмът се повлиява от митологичните вярвания и произведения.
Диаболизмът е също течение в литературата, свързано с немския романтизъм и с готическия роман. Диаболистичните литературни произведения са ангажирани с проникване в човешката същност чрез паранормалното. Диаболистите използват познати сюжети и мотиви, за да проникнат в тъмната среда на битието. В диаболистичното писане се използват активно парадоксът, иронията и гротеската.
Историческите корени на литературния диаболизъм могат да се открият в романтизма и в творчеството на Ернст Теодор Амадеус Хофман, Едгар Алън По и Шарл Бодлер. Като направление в българската проза и поезия се налага през 20-те години на 20 век. Сред представителите на диаболизма в България са Атанас Далчев, Светослав Минков, Владимир Полянов, Георги Райчев и др., а отзвук от него се открива и в творби на Чавдар Мутафов, Емилиян Станев и др. Авторите, които оказват най-силно влияние върху развитието на българския диаболизъм, са Густав Майринк и Ханс Хайнц Еверс.
Някои западни изследователи ползват определението „диаболизъм“ като синоним на сатанизъм извън литературния контекст.